# Love Boat (chanson)
Love Boat est une chanson interprétée par Jack Jones et produite aux États-Unis en 1979 par MGM Records. Les paroles ont été écrites par Paul Williams et la musique par Charles Fox. Elle a servi de bande originale à la série télévisée La croisière s'amuse, diffusée entre 1977 et 1986. La version de Jones a été utilisée comme chanson d'ouverture pour la plupart des saisons de cette série, pour être remplacée par Dionne Warwick dans la dernière.